# Истич
Истич (дари استچ) — кишлак на северо-востоке Афганистана, в вилаяте (провинции) Бадахшан. Входит в состав района Зебак.

## Географическое положение
Истич расположен на юго-востоке Бадахшана, в высокогорной местности, в левобережной части долины реки Санглич, на расстоянии приблизительно 92 километров к юго-востоку от города Файзабада, административного центра вилаята. Абсолютная высота — 2935 метров над уровнем моря. Ближайшие населённые пункты — посёлок Зебак, кишлак Дашти-Рабат.

## Население
Языком большинства населения Истича является сангличский, который относится к группе памирских языков.

## Экономика
Главной отраслью экономики является сельское хозяйство. Основные культуры, выращиваемые на окрестных полях — пшеница и кукуруза.